# 18239 Ekers
18239 Ekers este un asteroid din centura principală de asteroizi.

## Descriere
18239 Ekers este un asteroid din centura principală de asteroizi. A fost descoperit pe 29 septembrie 1973 la Observatorul Palomar de Cornelis Johannes van Houten, Ingrid van Houten-Groeneveld și Tom Gehrels. Asteroidul prezintă o orbită caracterizată de o semiaxă mare de 3,08 ua, o excentricitate de 0,16 și o înclinație de 1,2° în raport cu ecliptica.